# 威廉群島

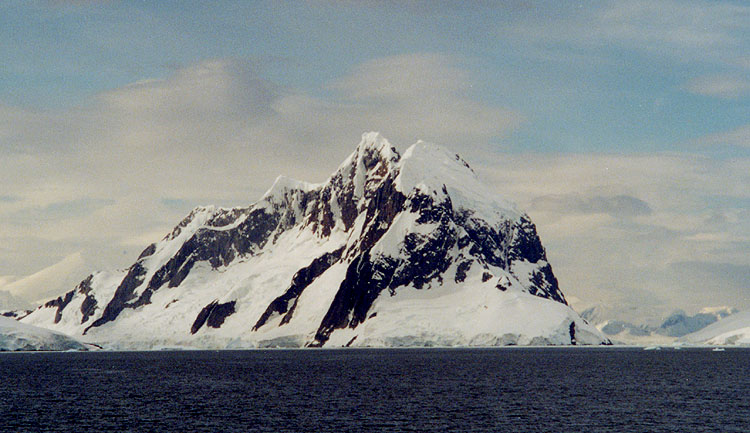

威廉群島（英語：Wilhelm-Archipel）是南極洲的群島，位於南極半島西岸，該群島在1873年至1874年被德國採險家發現，英國、阿根廷和智利在南極條約體系下擱置對該群島的領土主權要求。